# Provinz La Convención
Die Provinz La Convención ist eine der 13 peruanischen Provinzen, die die Region Cusco bilden. Sie hat eine Fläche von 30.062 km². Beim Zensus 2017 lebten in der Provinz 147.148 Menschen. Im Jahr 1993 lag die Einwohnerzahl bei 157.240, im Jahr 2007 bei 166.833.

## Geographische Lage
Sie ist die größte Provinz der Region und bildet gleichzeitig deren Nordende. Im Norden grenzt sie an die Regionen Junín und Ucayali, im Osten an die Region Madre de Dios, im Westen an die Regionen Ayacucho und Apurímac, im Süden an die Provinzen Paucartambo, Calca, Urubamba und Anta.

## Verwaltungsgliederung
Die Provinz La Convención teilt sich in insgesamt 14 Distrikte auf. Der Distrikt Santa Ana ist Sitz der Provinzverwaltung.
| Distrikt         | Verwaltungssitz  |
| ---------------- | ---------------- |
| Echarati         | Echarati         |
| Huayopata        | Huyro            |
| Inkawasi         | Amaybamba        |
| Kimbiri          | Kimbiri          |
| Maranura         | Maranura         |
| Megantoni        | Camisea          |
| Ocobamba         | Kelcaybamba      |
| Pichari          | Pichari          |
| Quellouno        | Quellouno        |
| Santa Ana        | Quillabamba      |
| Santa Teresa     | Santa Teresa     |
| Vilcabamba       | Pucyura          |
| Villa Kintiarina | Villa Kintiarina |
| Villa Virgen     | Villa Virgen     |

## Camisea-Gasprojekt
Das Camisea-Projekt zur Erdgasförderung ist eines der größten Gasförderprojekte in Peru überhaupt. Die Förderung wurde im Jahre 2004 aufgenommen, nachdem die von 2001 bis 2004 gebaute Erdgasleitung (Gasoducto de Camisea) zur Raffinerie Conchan im Distrikt Lurín an der Küste fertiggestellt worden war. Das Gas aus der Provinz La Convención dient teils der Versorgung der Metropolregion Lima (Área Metropolitana de Lima), teils wird es exportiert.

## Geiselnahme 2012
Im April 2012 kam die Provinz La Convención in die internationalen Medien, da rund 40 Mitarbeiter des Camisea-Konsortiums vermutlich von Anhängern der Guerilla Sendero Luminoso entführt worden waren. Wegen des militärischen Drucks ließen die Entführer ihre Geiseln nach wenigen Tagen wieder frei.